# Pontarachna nemethi
Pontarachna nemethi is een mijtensoort uit de familie van de Pontarachnidae. De wetenschappelijke naam van de soort is voor het eerst geldig gepubliceerd in 2012 door Pesic, Chatterjee & Schizas.